# Alaincourt-la-Côte
Pour les articles homonymes, voir Alaincourt.
Alaincourt-la-Côte (en allemand Allenhofen) est une commune française située dans le département de la Moselle, en région Grand Est.

## Géographie

### Communes limitrophes
| Foville                                | Liocourt           | Xocourt |
| Thézey-Saint-Martin Meurthe-et-Moselle | Alaincourt-la-Côte | Puzieux |
|                                        | Craincourt         |         |

### Hydrographie
La commune est située dans le bassin versant du Rhin au sein du bassin Rhin-Meuse. Elle est drainée par le ruisseau de Saint-Jean et le ruisseau le Petit.
Le ruisseau de Saint-Jean, d'une longueur totale de 15,8 km, prend sa source dans la commune de Fresnes-en-Saulnois et se jette  dans la Seille en limite de Thézey-Saint-Martin et de Craincourt, face à Létricourt, après avoir traversé neuf communes.

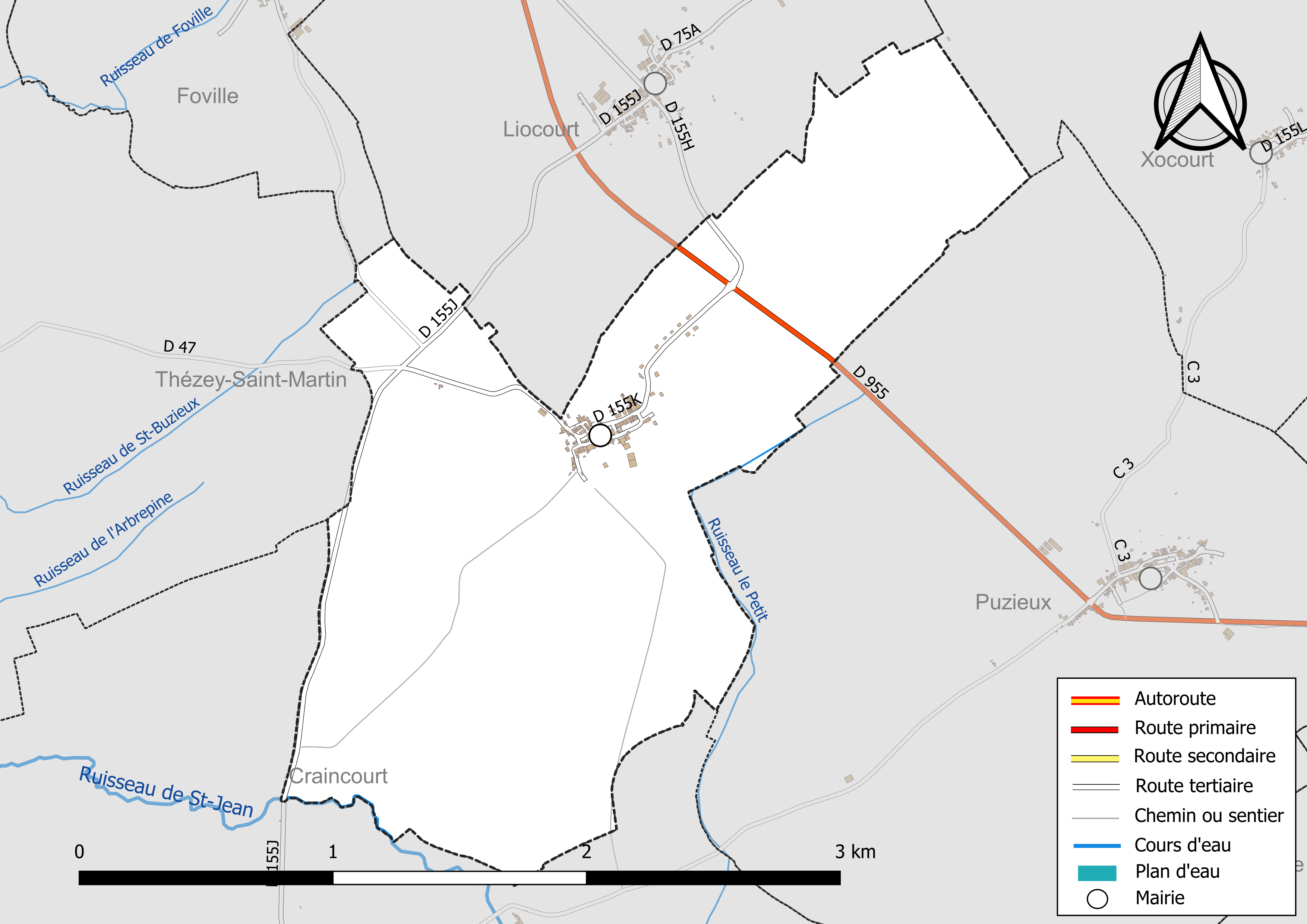
Réseaux hydrographique et routier d'Alaincourt-la-Côte.

La qualité des eaux des principaux cours d’eau de la commune, notamment du ruisseau de Saint-Jean, peut être consultée sur un site spécial géré par les agences de l’eau et l’Agence française pour la biodiversité.

### Climat
Pour des articles plus généraux, voir Climat du Grand Est et Climat de la Moselle.
En 2010, le climat de la commune est de type climat des marges montargnardes, selon une étude du Centre national de la recherche scientifique s'appuyant sur une série de données couvrant la période 1971-2000. En 2020, Météo-France publie une typologie des climats de la France métropolitaine dans laquelle la commune est exposée à un climat semi-continental et est dans la région climatique Lorraine, plateau de Langres, Morvan, caractérisée par un hiver rude (1,5 °C), des vents modérés et des brouillards fréquents en automne et hiver.
Pour la période 1971-2000, la température annuelle moyenne est de 9,6 °C, avec une amplitude thermique annuelle de 17 °C. Le cumul annuel moyen de précipitations est de 822 mm, avec 12 jours de précipitations en janvier et 9,1 jours en juillet. Pour la période 1991-2020, la température moyenne annuelle observée sur la station météorologique de Météo-France la plus proche, « M.n.l. », sur la commune de Goin à 13 km à vol d'oiseau, est de 10,7 °C et le cumul annuel moyen de précipitations est de 678,8 mm. 
La température maximale relevée sur cette station est de 39,5 °C, atteinte le 24 juillet 2019 ; la température minimale est de −16,3 °C, atteinte le 2 janvier 1997,,.
Les paramètres climatiques de la commune ont été estimés pour le milieu du siècle (2041-2070) selon différents scénarios d'émission de gaz à effet de serre à partir des nouvelles projections climatiques de référence DRIAS-2020. Ils sont consultables sur un site spécial publié par Météo-France en novembre 2022.

## Urbanisme

### Typologie
Au 1er janvier 2024, Alaincourt-la-Côte est catégorisée commune rurale à habitat dispersé, selon la nouvelle grille communale de densité à sept niveaux définie par l'Insee en 2022.
Elle est située hors unité urbaine. Par ailleurs la commune fait partie de l'aire d'attraction de Metz, dont elle est une commune de la couronne,. Cette aire, qui regroupe 245 communes, est catégorisée dans les aires de 200 000 à moins de 700 000 habitants,.

### Occupation des sols
L'occupation des sols de la commune, telle qu'elle ressort de la base de données européenne d’occupation biophysique des sols Corine Land Cover (CLC), est marquée par l'importance des territoires agricoles (100 % en 2018), une proportion identique à celle de 1990 (100 %). La répartition détaillée en 2018 est la suivante : 
terres arables (85,8 %), zones agricoles hétérogènes (7,5 %), prairies (6,7 %). L'évolution de l’occupation des sols de la commune et de ses infrastructures peut être observée sur les différentes représentations cartographiques du territoire : la carte de Cassini (XVIIIe siècle), la carte d'état-major (1820-1866) et les cartes ou photos aériennes de l'IGN pour la période actuelle (1950 à aujourd'hui).

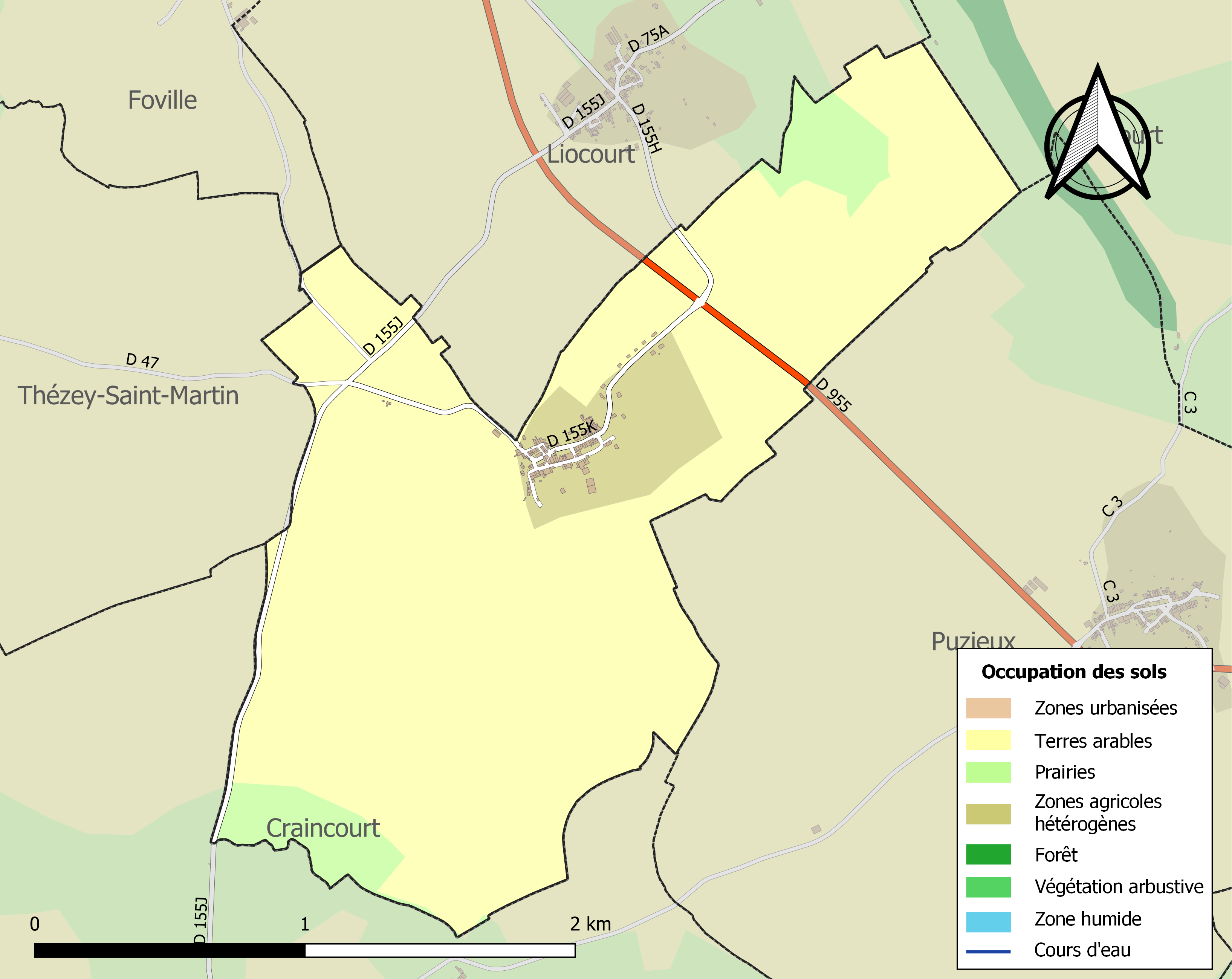
Carte des infrastructures et de l'occupation des sols de la commune en 2018 (CLC).

## Toponymie
Le nom de la localité est attesté sous les formes Alningas en 775 ; Allaincourt en 1540 ; Alaincourt en 1793. De 1915 à 1918, puis de 1940 à 1944, la commune porte le nom germanisé Allenhof où -hof traduit -court.
Ce toponyme est d'origine germanique, cependant le suffixe germanique -inga a été remplacé par l'appellatif roman -curt / -cort, devenu -court en français précédé de l’anthroponyme Allinus.
Ce lieu se situe sur le versant sud de la côte de Delme, non loin de la station romaine de Delme. La Côte a été rajouté pour différencier la commune des autres Alaincourt existant.

## Histoire
Village du ban de Delme, fief de la principauté épiscopale de Metz.
Ce village, qui après avoir primitivement fait partie de la principauté épiscopale de Metz, se trouva compris en 1594 dans les prévôté et bailliage de Nomeny, fut cédé à la France en 1661 avec d'autres localités formant le ban de Delme.
De 1790 à 2015, Alaincourt-la-Côte était une commune de l'ex-canton de Delme.

## Politique et administration
| Période                                  | Période  | Identité       | Étiquette | Qualité              |
| ---------------------------------------- | -------- | -------------- | --------- | -------------------- |
| Les données manquantes sont à compléter. |          |                |           |                      |
| 1959                                     | 1995     | Georges Girard |           |                      |
| 1995                                     | En cours | Bernard Doyen  | SE        | Agriculteur retraité |

## Démographie
L'évolution du nombre d'habitants est connue à travers les recensements de la population effectués dans la commune depuis 1793. Pour les communes de moins de 10 000 habitants, une enquête de recensement portant sur toute la population est réalisée tous les cinq ans, les populations de référence des années intermédiaires étant quant à elles estimées par interpolation ou extrapolation. Pour la commune, le premier recensement exhaustif entrant dans le cadre du nouveau dispositif a été réalisé en 2008.

En 2022, la commune comptait 168 habitants, en évolution de +17,48 % par rapport à 2016 (Moselle : +0,52 %, France hors Mayotte : +2,11 %).
| 1793 | 1800 | 1806 | 1821 | 1831 | 1836 | 1841 | 1846 | 1851 |
| ---- | ---- | ---- | ---- | ---- | ---- | ---- | ---- | ---- |
| 163  | 177  | 194  | 225  | 240  | 219  | 237  | 231  | 249  |

| 1856 | 1861 | 1871 | 1875 | 1880 | 1885 | 1890 | 1895 | 1900 |
| ---- | ---- | ---- | ---- | ---- | ---- | ---- | ---- | ---- |
| 259  | 240  | 202  | 190  | 207  | 221  | 202  | 189  | 167  |

| 1905 | 1910 | 1921 | 1926 | 1931 | 1936 | 1946 | 1954 | 1962 |
| ---- | ---- | ---- | ---- | ---- | ---- | ---- | ---- | ---- |
| 148  | 139  | 142  | 136  | 139  | 127  | 108  | 115  | 92   |

| 1968 | 1975 | 1982 | 1990 | 1999 | 2006 | 2008 | 2013 | 2018 |
| ---- | ---- | ---- | ---- | ---- | ---- | ---- | ---- | ---- |
| 110  | 82   | 85   | 82   | 91   | 124  | 133  | 133  | 155  |

| 2022 | - | - | - | - | - | - | - | - |
| ---- | - | - | - | - | - | - | - | - |
| 168  | - | - | - | - | - | - | - | - |

## Culture locale et patrimoine

### Héraldique
| Blason de Alaincourt-la-Côte | Blason  | De gueules au pal d'argent accompagné de deux alérions du même.                                                                                     |
| Blason de Alaincourt-la-Côte | Détails | Les alérions rappellent l'appartenance au duché de Lorraine ; le pal représente la route militaire qui passa à Alaincourt-La-Côte à partir de 1661. |

### Lieux et monuments
- Passage d'une voie romaine près du village (Via Agrippa entre Lyon et Cologne).
- Église Saint-Côme-et-Saint-Damien, construite en 1860.

## Pour approfondir